# 眼伴協會
公益財團法人眼伴協會是日本的導盲犬組織，由鹽屋賢一建立。總部位於東京都練馬區。
1957年鹽屋賢一訓練出日本首隻導盲犬「強皮」。後來鹽屋賢一因與日本導盲犬協會主管理念不合，於是在1971年成立東京導盲犬協會，後於1989年更名為眼伴協會。
該協會將導盲犬稱為「眼睛伴侶」（Eyemate）。

## 外部連結
- 官方网站（日語）